# フランク・ゼーン
フランク・ゼーン（Frank Zane, 1942年6月28日-）は、アメリカ合衆国ペンシルベニア州キングストン出身の、1960年代末から1980年代前半に活躍したボディビルダー。1977年、1978年、1979年にミスター・オリンピアを3連覇した。セルジオ・オリバとともに広い肩幅と細いウエストの「Vシェイプ」を特徴とした選手であり、筋肉量から美観へとボディビルの評価の基準の転換期を象徴する選手であった。

## 来歴
治安の悪い炭鉱の町であったキングストンに生を受けたゼーンは喧嘩に明け暮れる幼少期を送った。
14歳の頃にボディビルと出会い、平日には家で、休日には家から30kmの道のりをヒッチハイクで移動した先にあったジムでトレーニングを行った。
最初父親はボディビルに反対であったが、一生懸命トレーニングするゼーンを見て後に応援するようになった。
ウィルクス大学卒業後、フロリダ州で数学と化学の教師として勤務。
1961年にボディビルデビュー。1977年から1979年にかけてミスター・オリンピアを3連覇。
1980年にはプールで転倒した際の大怪我でミスター・オリンピア4連覇を逃している。
1983年には自転車事故で肩を負傷。この年を最後に引退。
引退後もボディビル普及に取り組んでいる。

## 人物
筋量が足りずに実績に恵まれなかった若手時代、ボディビルダーのジョー・ウイダーのアドバイスを受け高重量トレーニングを始めた。